# フラレガール
『フラレガール』（英文表記: furaregirl）は、堤翔による日本の漫画。無意識にフェロモンを発してしまう色気満々の女子高生と、無邪気で子犬のような男子高生の恋模様を巡るラブコメディ。
『フラレガール』は原型となる読切漫画が『ザ花とゆめ』（白泉社）2017年12月1日号へ掲載され、これが好評を博したために同社の『花とゆめ』2018年7号より9号まで全3話の短期連載が決まった。連載終了後も読者からの好評を受けて前後編の続編が掲載された。その後同年16号からの集中連載を経て、2022年13号まで連載。
2022年6月時点で単行本の累計部数は125万部を突破している。

## あらすじ
赤坂響は、自身の年齢不相応な色気に悩まされる高校3年生の少女。周囲からは密かに「モンロー」「愛人」などと呼ばれ、異性から浴びる視線に辟易し、恋人には「君の色気は胸焼け」とふられてしまう。その恋人にふられて一か月が経過したある日、響は同学年の男子、青山大地に交際を申し込まれる。前の恋人が忘れられないからと断る響だが、青山は「ならばその恋人を忘れさせれば交際してくれるのか」とポジティブに受け取る。ふたりはなし崩し的に、放課後にデートへ出かける。かつての恋人は社会人でしっかり者であったのに対して、青山はどこか天然ボケの入った可愛らしい印象。新鮮な青山と接するうち響は徐々に惹かれていくのだが、かつての恋人が尾を引く。かつての恋人を忘れることではなく、また人を愛するのが恐ろしいせい。響は青山と距離を置こうとするが、それでも青山は諦めることを知らずに響が困ればひたむきに助けに現れる。青山へ心を許したいと願い始めた響へ、青山は1ヶ月間のお試し交際を申し出る。その期間、ふたりはそれぞれの友人を介した生活、ふたりきりのデートで距離を縮めていく。

## 登場人物
声の項はボイスドラマ版の声優。
赤坂 響（あかさか ひびき）
声 - 日笠陽子
主人公の1人。高校3年生の少女。
青山 大地（あおやま だいち）
声 - 梶裕貴
主人公の1人。高校3年生の少年。
桜ノ宮 豆子（さくらのみや まめこ）
声 - 嶋村侑
響の同級生で、中学以来の友人である少女。
後藤 彩文（ごとう あやふみ）
声 - 増田俊樹
青山の同級生の少年。
財前 潮（ざいぜん うしお）
青山の同級生の少女。
YAYA（やや）
響らと同じ学校へ通う2年生の少女。
青山 林（あおやま りん）
青山の妹。5歳。
青山 森（あおやま しん）
青山の弟。5歳で、林は双子の仲。
赤坂 艶（あかさか えん）
声 - 小野友樹
響の弟。小学5年生。
赤坂 紅蘭（あかさか こうらん）
響の母親。

## 書誌情報
- 堤翔 『フラレガール』、 白泉社〈花とゆめコミックス〉、全14巻
  1. 2018年8月25日発売[1][9]、ISBN 978-4-592-21665-0
  2. 2018年12月19日発売[10]、ISBN 978-4-592-21666-7
  3. 2019年4月19日発売[7][11]、ISBN 978-4-592-21667-4
  4. 2019年8月20日発売[12]、ISBN 978-4-592-21668-1
  5. 2019年12月20日発売[13]、ISBN 978-4-592-21669-8
  6. 2020年5月20日発売[14]、ISBN 978-4-592-21670-4
  7. 2020年9月18日発売[15][16]、ISBN 978-4-592-22308-5
    - 「カラーイラスト集付き特装版」同日発売[17]、ISBN 978-4-592-22777-9

  8. 2020年11月20日発売[18][19]、ISBN 978-4-592-22309-2
  9. 2021年3月19日発売[20]、ISBN 978-4-592-22310-8
  10. 2021年8月19日発売[21]、ISBN 978-4-592-22360-3
  11. 2021年12月20日発売[22]、ISBN 978-4-592-22361-0
  12. 2022年4月20日発売[23]、ISBN 978-4-592-22362-7
  13. 2022年8月19日発売[24]、ISBN 978-4-592-22363-4
  14. 2022年8月19日発売[25]、ISBN 978-4-592-22364-1